# 별무리경기장
별무리경기장(별무리競技場, Byeolmuri Stadium)은 대한민국 경기도 고양시에 있는 스포츠 시설이다. 인조잔디 필드와 천연탄성고무 트랙이 갖춰진 경기장이며, 2004년 9월에 준공되었다. 고양어울림누리의 주요 스포츠 시설 중 하나이다.

## 참고 문헌
- 〈고양어울림누리〉. 《두피디아》. 두산.
- “별무리경기장”. 고양도시관리공사.
- “고양어울림누리 시설개요”. 고양도시관리공사.
- 《전국 공공체육 시설 현황 (2017년말 기준)》. 대한민국 문화체육관광부. 2019.
- 《2019년 전국 공공체육시설 현황 (2018년말 기준)》. 대한민국 문화체육관광부. 2020.
- 《2022년 전국 공공체육시설 현황 (2021년말 기준)》. 대한민국 문화체육관광부. 2023.
- 《2023 전국 공공체육시설 현황 (2022년 12월말 기준)》. 대한민국 문화체육관광부. 2024.

## 같이 보기
- 고양어울림누리